# Пармен (Щипелев)
Епи́скоп Парме́н (в миру Ви́ктор Ива́нович Щипелев; род. 1 мая 1956, Глубокий, Каменская область) — архиерей Русской православной церкви на покое, бывший епископ Варгашинский (2021—2023), викарий Курганской епархии.
Тезоименитство 28 июля (10 августа) (память Пармена — апостола от семидесяти).

## Биография
Виктор Иванович Щипелев родился в рабочей семье 1 мая 1956 года в посёлке Глубоком Глубокинского поссовета Глубокинского района Каменской области, ныне посёлок городского типа — административный центр Глубокинского городского поселения и Каменского района Ростовской области. Крещён в младенчестве.
В 1973 году окончил среднюю общеобразовательную школу № 13 города Таганрога Ростовской области.
В 1979 году окончил Одесскую духовную семинарию.

### Церковное служение
17 сентября 1980 года в кафедральном соборе Рождества Пресвятой Богородицы города Ростова-на-Дону архиепископом Ростовским и Новочеркасским Иоасафом (Овсянниковым) хиротонисан во диакона, 21 сентября — во пресвитера.
С 17 сентября по 4 октября 1980 года проходил служение в кафедральном соборе Рождества Пресвятой Богородицы города Ростова-на-Дону.
С 4 по 29 октября 1980 года — настоятель храма Иоанна Богослова хутора Ленина Белокалитвенского района Ростовской области.
С 29 октября 1980 года по 10 сентября 1982 года — настоятель храма Николая Чудотворца посёлка Багаевский Ростовской области.
С 10 сентября 1982 года по 1 декабря 1984 года — настоятель храма Георгия Победоносца села Ряженого Матвеево-Курганского района Ростовской области.
С 1 декабря 1984 года по 1 апреля 1987 года — настоятель храма Покрова Пресвятой Богородицы города Батайска Ростовской области.
С сентября 1984 года по октябрь 1987 года — эконом Ростовской и Новочеркасской епархии.
С 1 апреля 1987 года по 27 апреля 1988 года — настоятель храма Святых Равноапостольных Константина и Елены города Новочеркасска Ростовской области.
В 1988 году возведён в сан протоиерея.
С 27 апреля 1988 года по 1 марта 1994 года — настоятель храма архистратига Михаила посёлка Каменоломни Октябрьского района Ростовской области.
В 1993 году окончил Московскую духовную академию (МДА). В 1995 году решением учёного совета МДА ему была присвоена степень кандидата богословия за работу «Нравственные устои христианской семьи».
С 1 марта 1994 года — настоятель Никольского храма города Ростова-на-Дону — подворья скита Старочеркасского мужского монастыря в честь Успения Пресвятой Богородицы.
С 22 декабря 1998 года по 21 ноября 2012 года — благочинный Ростовского округа.
28 ноября 2002 года игуменом Ионой (Толстопятовым) в храме Марии Магдалины хутора Красный Десант Неклиновского района Ростовской области пострижен в мантию с наречением имени Пармен в честь апостола от семидесяти Пармена.
С 6 октября 1999 года по ноябрь 2005 года являлся войсковым священником Всевеликого Войска Донского.
С апреля 2001 года по ноябрь 2010 года был духовником Ростовского морского собрания.
С 17 марта 2003 года по ноябрь 2005 года был духовником Ростовского-на-Дону морского колледжа имени Г. Я. Седова.
Принимал участие в съёмках российского телесериала «Атаман» (2005). В 2006 году епархиальный суд признал иеромонаха виновным в лицедействе, Пармен был освобождён от должности настоятеля Свято-Никольского храма в Ростове-на-Дону и зачислен в штат только создающегося в Кашарском районе Свято-Покровского монастыря. По просьбе прихожан иеромонаха Пармена восстановили в должности настоятеля Свято-Никольского храма.
С 28 июня 2014 года строитель и скитоначальник скита в честь Успения Пресвятой Богородицы Донского Старочеркасского мужского монастыря.
17 мая 2015 года освобождён от должности скитоначальника скита Свято-Донского Старочеркасского мужского монастыря в честь Успения Пресвятой Богородицы и от должности настоятеля Местной религиозной организации православного прихода храма святителя Николая, архиепископа Мир Ликийских, чудотворца города Ростова-на-Дону Религиозной организации «Ростовская-на-Дону Епархия Русской Православной Церкви (Московский Патриархат)».

### Архиерейство

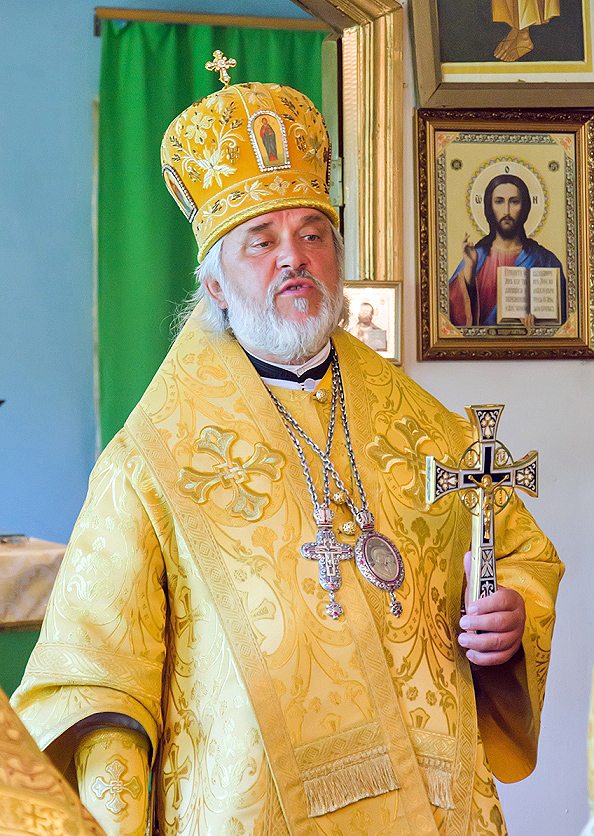
Епископ Чистопольский и Нижнекамский Пармен, 2018 год.

5 мая 2015 года решением Священного синода иеромонах Пармен был избран епископом Чистопольским и Нижнекамским.
10 мая 2015 года в храме в честь Донской иконы Божией Матери Донского Старочеркасского Ефремовского мужского монастыря станицы Старочеркасской на малом входе митрополитом Ростовским и Новочеркасским Меркурием (Ивановым) возведён в сан архимандрита.
16 мая 2015 года был наречён во епископа в домовом храме Всех святых в земле Российской просиявших Патриаршей резиденции в Свято-Даниловом монастыре в Москве.
18 мая 2015 года в день празднования иконы Божией Матери «Неупиваемая Чаша» в Высоцком мужском монастыре города Серпухова состоялась хиротония архимандрита Пармена во епископа Чистопольского и Нижнекамского, которую совершили патриарх Московский и всея Руси Кирилл, митрополит Крутицкий и Коломенский Ювеналий (Поярков), митрополит Санкт-Петербургский и Ладожский Варсонофий (Судаков), митрополит Казанский и Татарстанский Анастасий (Меткин), митрополит Ростовский и Новочеркасский Меркурий, епископ Илиан (Востряков), епископ Видновский Тихон (Недосекин), епископ Серпуховской Роман (Гаврилов), епископ Солнечногорский Сергий (Чашин), епископ Балашихинский Николай (Погребняк), епископ Альметьевский и Бугульминский Мефодий (Зайцев), епископ Зарайский Константин (Островский).
По данным источников «Независимой газеты», в церковной среде Татарстана, «Пармен (Щипилев), как только был переведён в Чистополь из Ростова-на-Дону, сразу занялся фискальной дисциплиной, карая ослушников прещениями». Некоторые сельские священники были вынуждены брать кредиты, чтобы уплатить положенный церковный налог. Исключений не делают даже для самых отдалённых и малочисленных приходов, где клир порой вынужден жить впроголодь".
4 апреля 2019 года Священный синод принял решение о назначении его епископом Троицким и Южноуральским.
14 августа 2019 года принял решение об эксгумации тела подвижницы Евдокии Тихоновны Маханьковой (1870—1948) из села Чудиново Октябрьского района Челябинской области и перезахоронении его в женском монастыре села Красносельское Увельского района Челябинской области. Прихожане Вознесенского храма села Чудиново вместе с протоиереем Иоанном Мелехиным решили охранять могилу, привлекли для этого полицию.
Верующие написали открытое письмо патриарху Московскому и всея Руси Кириллу с просьбой вмешаться в работу епископа Пармена. По словам авторов письма, епископ «разорял храмы», поднял в два раза церковный оброк, а также хотел тайно перенести мощи блаженной Евдокии Тихоновны Маханьковой, которую на Южном Урале считают святой.
26 декабря 2019 года Святейший синод постановил освободить епископа Пармена от управления Троицкой епархией, назначив его викарием Челябинской епархии с титулом «Копейский».
13 апреля 2021 года назначен епископом Варгашинским, викарием Курганской епархии.
В августе 2022 года было возобновлено строительство каменного двухэтажного двухпрестольного храма в честь Новомучеников и исповедников Церкви Русской в посёлке Варгаши Варгашинского района Курганской области, которое началось в 2009 году.
16 марта 2023 года почислен на покой, местом пребывания определён город Ростов-на-Дону Ростовской области.

## Научные труды, публикации
• Слово архимандрита Пармена (Щипелева) при наречении во епископа Чистопольского и Нижнекамского.

## Семья
Виктор Щипелев был женат, сын Виктор Викторович Щипелев (род. 22 июля 1985).